# ستيف وايت (لاعب كرة قدم)
ستيف وايت (بالإنجليزية: Steve Whyte)‏ (24 يوليو 1996 - ) هو لاعب كرة قدم أسترالي في مركز الدفاع. لعب مع سنترال كوست مارينرز.

## وصلات خارجية
- ستيف وايت على موقع قاعدة بيانات كرة القدم.إي يو (الإنجليزية)
- ستيف وايت على موقع Soccerway.com (الإنجليزية)